# Adesmia maillei
Adesmia maillei es una especie de escarabajo del género Adesmia, familia Tenebrionidae, orden Coleoptera. Fue descrita científicamente por Solier en 1835.

## Descripción
Mide 10-14 milímetros de longitud.

## Distribución
Se distribuye por Persia y Rusia.